# Репетун, Нина Ивановна
Нина Ивановна Репетун (род. 20 апреля 1927, Садовое, Киргизская АССР) — звеньевая колхоза имени Энгельса Московского района Чуйская область, Киргизская ССР. Герой Социалистического Труда (1965).

## Биография
Родилась 20 апреля 1927 года в крестьянской семье в селе Садовое (ныне — Московский район Чуйской области).
С 1947 года трудилась в колхозе имени Энгельса Московского района. С 1949 года возглавляла свекловодческое звено.
В 1964 году звено Нины Репетун собрало в среднем с каждого гектара по 403 центнеров сахарной свеклы и в 1965 году — по 479 центнеров сахарной свеклы с каждого гектара. Указом Президиума Верховного Совета СССР от 31 декабря 1965 года удостоена звания Героя Социалистического Труда с вручением ордена Ленина и золотой медали «Серп и Молот».
С 1982 года — персональный пенсионер союзного значения.